# 4-Methylaminophenazon
4-Methylaminophenazon ist ein Abbauprodukt von Arzneistoffen aus der Gruppe der Pyrazolone, die als Schmerzmittel (Analgetika), entzündungshemmende (Antiphlogistika) und fiebersenkende Mittel (Antipyretika) eingesetzt werden. 4-Methylaminophenazon (4-MAA) zeigt selbst pharmakologische, u. a. analgetische Aktivität und ist für die Wirkung der später als Prodrugs erkannten Arzneistoffe verantwortlich.

## Pharmakologische Eigenschaften
4-Methylaminophenazon wurde als Stoffwechselprodukt beim Abbau von Aminophenazon (Pyramidon), besser Dimethylaminophenazon, im menschlichen Harn nachgewiesen. Das sekundäre Amin wird durch Acetylierung am N-Atom weiter metabolisiert. Außerdem wird es  zu 4-Aminophenazon demethyliert, welches ebenfalls an der Aminogruppe acetyliert wird (4-Acetylaminophenazon).
Auch beim metabolischen Abbau von Metamizol entsteht 4-Methylaminophenazon. Dieses wird in 4-Formylaminophenazon und 4-Aminophenazon umgewandelt. Letzteres wird acetyliert zu 4-Acetylaminophenazon.

### Toxikologie
Siehe die Prodrugs Aminophenazon und Metamizol-Natrium.

## Sonstige Informationen
4-Methylaminophenazon wird vermutlich direkt nicht als Arzneistoff verwendet. Das Hydrochlorid dieser Base dient als Standard in der pharmakologischen Analytik unter dem Namen
4-Methylaminoantipyrin-Hydrochlorid.